# Valentina Savchenkova
Valentina Aleksándrovna Savchenkova (Omsk, 29 de abril de 1983) es una futbolista rusa que juega como defensa o centrocampista en el VDV Riazan.
Comenzó su carrera en el FK Kubanochka (2000-01). Posteriormente jugó en el Energetik Kislovodsk (2002-03), el Lada Togliatti (2004-05), el Nadezhda Noginsk (2006) y el Zvezda Perm (2007-12) antes de recalar en el VDV Riazan en 2013.
Ha jugado la Champions League con el Lada, el Zvezda y el Riazan, y con la selección rusa ha jugado las Eurocopas de 2009 y 2013.